# Neige à Capri
Pour plus de détails, voir Fiche technique et Distribution.
Neige à Capri est un téléfilm français réalisé par Gianluigi Calderone et diffusé dans le cadre de la série télévisée Série noire le 24 novembre 1984 sur TF1.

## Synopsis
Règlement de comptes et trafic de drogue dans une villa de Capri.

## Fiche technique
- Titre français : Neige à Capri
- Réalisation : Gianluigi Calderone
- Scénario : Alphonse Boudard, Maurice Fasquel, Raoul Mille d’après le roman Neige à Capri de Paul Paoli
- Photographie : Giuseppe Bernadini
- Musique : James Senese
- Montage : Ruggero Mastroianni
- Pays d'origine : France
- Format : Couleurs
- Genre : Policier
- Date de sortie : 1984

## Distribution
- Philippine Leroy-Beaulieu : Clarissa
- Luigi De Filippo : le commissaire Pietro Pianizza
- Massimo Serato : Dante Corbino
- Kara Donati : Lisa
- Richard Harrison : le tueur à gages
- Lorenzo Piani : Jacques
- Flavio Bonacci : le brigadier Alfieri
- Luciano Virgilio : Magris
- Achille Brugnini
- Rocco Lerro
- Ettore Martini
- Michele Mirabella : le juge Sartori
- Bruno Pagni
- Marcello Palazzoli
- Daniela Piperno
- Elio Polimeno
- Jole Silvani

## Autour du téléfilm
- Le musicien italien James Senese compose la musique du téléfilm.

## Source
- Claude Mesplède  et Jean-Jacques Schleret (Éd. rév. de: SN, voyage au bout de la Noire), Les auteurs de la Série noire, 1945-1995, Nantes, Joseph K, coll. « Temps noir », 1996, 627 p. (ISBN 978-2-910-68611-6, OCLC 300207570), p. 548.